# 클리블랜드 연방준비은행
클리블랜드 연방준비은행(클리블랜드聯邦準備銀行, 영어: Federal Reserve Bank of Cleveland)은 미국 연방준비제도의 제4지구를 담당하는 연방준비은행이다. 오하이오주와 켄터키주 동부, 펜실베이니아주 서부, 웨스트버지니아주 북부를 담당하며, 오하이오주 신시내티와 펜실베이니아주 피츠버그에 지점이 있다. 2014년 6월 1일에 로레타 메스터가 최고경영자이자 총재로 취임했다.
클리블랜드의 도심에 있는 13층 62 m 고층 건물인 클리블랜드 연방준비은행 건물은 클리블랜드에 있었던 건축 사무소인 워커 앤드 위크스가 설계했으며 1923년에 지어졌다. 미국 국립사적지로 등록돼 있다.
9.11 테러의 여파로 닫았던 창구 자리에 2006년 1월에 학습관과 화폐 박물관을 열었다.

## 같이 보기
- 연방준비제도